# Monteregianita-(Y)
La monteregianita-(Y) és un mineral de la classe dels silicats. Rep el nom pels turons de Montérégie, al Quebec (Canadà), on es troba la localitat tipus d'aquest mineral: la pedrera de Poudrette.

## Característiques
La monteregianita-(Y) és un silicat de fórmula química (Na,K)₆(Y,Ca)₂Si16O38·10H₂O. Es tracta d'una espècie aprovada per l'Associació Mineralògica Internacional, i publicada per primera vegada el 1978. Cristal·litza en el sistema monoclínic. La seva duresa a l'escala de Mohs és 3,5.
Segons la classificació de Nickel-Strunz, la monteregianita-(Y) pertany a «09.EB - Fil·losilicats amb xarxes dobles amb 4- i 6-enllaços» juntament amb els següents minerals: macdonaldita, rhodesita, delhayelita, hidrodelhayelita i carletonita.

## Formació i jaciments
Va ser descoberta a la pedrera Poudrette, situada al mont Saint-Hilaire, dins el municipi regional de comtat de La Vallée-du-Richelieu, a Montérégie (Quebec, Canadà). Es tracta de l'únic indret de tot el planeta on ha estat descrita aquesta espècie mineral.